# Suburi
Le suburi (素振り, litt. « balancement basique ») est un exercice d'entrainement pratiqué dans des arts martiaux tel que le kendo ou l'aïkido. Il consiste à faire des coupes de sabre dans le vide. Cet exercice permet un travail technique (synchronisation des mouvements bras/jambe) ainsi que l'augmentation de la souplesse du dos et des épaules.

On peut le pratiquer avec un bokken (ou bokkuto, sabre en bois), ou bien un suburibokken (ou suburito, qui est un bokken plus lourd) afin de faire travailler la souplesse et les muscles.

## Pratique
- Le pratiquant se doit de chercher la fluidité du mouvement. Les mouvements hachés et saccadés sont à proscrire.
- La souplesse ne s'acquiert qu'avec des mouvements très amples.
- La prise du bokken doit être ni trop dure ni trop molle. Les senseis ont l'habitude d'employer l'analogie avec le tenue d'un oiseau : trop fortement on le tue, trop faiblement il s'envole.
- La fatigue n'apparaîtra rapidement que si le pratiquant est trop crispé.
- La rapidité et la puissance ne sont pas les critères principaux : la pratique vise à travailler la précision, le contrôle, la forme exacte et un rythme harmonieux.